# Jan I van der Lede
Jan I van der Lede of Johannes, heer van Leede (1205 - na 1255) was heer van der Lede, Bonrepas, Cabouw, De Geer en Schoonhoven van 1243 tot zijn dood.

## Levensloop
Hij was een zoon van Floris Herbaren van der Lede en Jacomijn Hugosdochter Botter van Schoonhoven. Jan I erfde de heerlijkheid van der Lede van zijn oudere broer Herbaren II van der Lede, toen deze de heerlijkheid Arkel verkoos als verblijfplaats. Jan komt in een oorkonde van 1247 voor als erfheer van Schoonhoven. Hij beleent hetzelfde jaar zijn schoonzoon (Frederik), als ook Gijsbrecht de heer van Zevender, met noordoostelijk gelegen landgoederen en geeft toestemming aan de Vijftienhoven een wetering te graven. Jan start met de bouw van een burcht bij Schoonhoven in dezelfde periode en sluit een lening met de stad Dordrecht. Op 17 april 1248 verleent Jan van der Lede aan zijn buren Gijsbrecht en Frederik van Zevender het eeuwig durende recht op afwatering en ook de bewoners in het gebied van de Noord-Zevender. Op 17 maart 1254 beleent Jan van Lede aan zijn verwant Frederik van Zevender ruim 100 morgen grond rondom Cabouw en de Geer, als ook een hoeve in Bonrepas. Jan huwde met een nog onbekende vrouw, met wie hij een dochter genaamd Jutta van der Lede kreeg. Zij huwde met Otto II van Bentheim, graaf van Tecklenburg, en was mogelijk verloofd geweest met de heer van Zevender.
- Van den Bergh en Erkelens, kwartierstaat archief, vermeldt dat Jan I van der Lede voor 24 mei 1272 overleden is. Zijn bezittingen in Schoonhoven komen na 1272 in bezit van Nicolaas van Kats sr..

## Opvolging
Genealogisch gezien is nog steeds niet bewezen wie Jan I van der Lede opvolgde. Men kan met zekerheid zeggen dat hij minstens één dochter had (Jutta), maar deze kreeg na het overlijden van Jan I niet het beheer over zijn landerijen. Men denkt aan een bastaardzoon of een neef die het heerschap overnam. Er doen echter meerdere namen de ronde die in dezelfde periode over Leerdam en omstreken heersten (1255-1304).
- Zo komt Folpert (III) van der Lede ter sprake in diverse volksverhalen zoals in het bundelwerk De gouden dolk en andere vertellingen en ook in Vertellingen in merkwaardige kastelen, hier komt hij naar voren als een machtswellusteling en wil onder anderen Jan II van Arkel (IX) uit de weg ruimen, echter is er niks terug te vinden in almanakken en documenten over het bestaan van deze Van der Lede.
- Dan is er ook de naam Pelgrim of Pilgrim van der Lede, bewoner van kasteel ter Leede en aanzetter voor de bouw van het kasteel van Leerdam rond 1270. Deze staat wel in enkele documenten beschreven en A.A.M van Amstel beschrijft hem kort in De heren van Amstel, 1105-1378, echter valt nog steeds niet de familieband met Jan I van der Lede te achterhalen.
- In A.Janse's, Ridderschap in Holland staat Herbaren van der Lede vermeld (1272 - 1293) als ambachtsheer van Haastrecht en Vlist en oudere broer van Jan II van der Lede, die wel het leenrecht heeft over Ter Leede.
- Dan worden de namen Johan, Arnoud en Jan II vermeld in dezelfde periode, men gaat er echter van uit dat Johan en Jan dezelfde persoon zijn en dat Jan II, die in 1304 in de Lek verdronk, met zekerheid de laatste telg van het huis van der Lede was.